# Richland (Washington)
Richland ist eine Stadt im Benton County im US-Bundesstaat Washington in den Vereinigten Staaten mit 60.560 Einwohnern (Stand: Volkszählung 2020). Richland liegt im südöstlichen Teil des Bundesstaates Washington am Zusammenfluss von Yakima River und Columbia River.

## Demografie
Zum Zeitpunkt der Volkszählung im Jahre 2000 (US-Volkszählung 2000) hatte die Stadt 38.708 Einwohner auf einer Landfläche von 90,2 km². Das Durchschnittsalter betrug 37,7 Jahre (nationaler Durchschnitt der USA: 35,3 Jahre). Das Pro-Kopf-Einkommen (engl. per capita income) lag bei 25.494 US-Dollar (nationaler Durchschnitt der USA: 21.587 US-Dollar). 8,2 % der Einwohner lagen mit ihrem Einkommen unter der Armutsgrenze (nationaler Durchschnitt der USA: 12,4 %). Etwa 19,6 % der Einwohner Richlands sind deutschstämmig.
Zum Zeitpunkt der Volkszählung im Jahre 2010 (US-Volkszählung 2010) hatte die Stadt 48.058 Einwohner. Die Zahl der unter 5-Jährigen belief sich auf 6,3 %, die der unter 18-Jährigen auf 24,2 % und die Zahl der über 65-Jährigen lag bei 14,6 %. Frauen machten 51 Prozent der Gesamtbevölkerung aus. Das durchschnittliche Einkommen der letzten 12 Monate (Angaben von 2007 bis 2011 möglich) belief sich pro Einwohner auf 34.855 (US-Dollar, 2011) im Gegensatz zu 30.481 Dollar im ganzen Bundesstaat Washington. Die durchschnittlichen Haushaltseinkommen zwischen 2007 und 2011 lagen bei 67.666 Dollar (Washington: 58.890 Dollar). Die Zahl der Personen, deren Einkommen unter der Armutsgrenze lag, betrug in Richland im selben Zeitraum 8,4 Prozent, verglichen mit 12,5 Prozent in ganz Washington.

## Geschichte
Das Gebiet wurde ab 1906 besiedelt und 1910 zur Stadt erklärt. Die zunächst unbedeutende Stadt wuchs mit der Entwicklung von Atomwaffen im Zweiten Weltkrieg. Die Stadt wurde im Rahmen des Manhattan-Projektes Sitz des Nuklearkomplexes Hanford Site. Der Kalte Krieg bescherte der Stadt einen weiteren Aufschwung. 1987 wurde der Atomreaktor geschlossen. Bis heute lebt die Stadt mit den Schatten der Vergangenheit, so nennt sich beispielsweise das Sportteam der Richland High-School „The Bombers“ und ihr Abzeichen ist der Atompilz. Seit 1965 beherbergt Richland das Pacific Northwest National Laboratory und ist Sitz einer der beiden Messstationen des LIGO.

## Wirtschaft
Größter Arbeitgeber mit 4188 Mitarbeitern ist das örtliche Forschungszentrum des Battelle-Institut. Von wirtschaftlicher Bedeutung ist für die Bewohner von Richland immer noch die dem Energieministerium unterstellte Hanford Site (3630 Mitarbeiter), die sich jetzt vorwiegend mit Umweltsanierung beschäftigt. Weitere wichtige Wirtschaftszweige der Stadt sind in zunehmendem Maße die Landwirtschaft sowie der Weinbau.
Richland gehört mit den beiden benachbarten Städten Kennewick und Pasco zur Metropolregion Tri-Cities, in der etwa 200.000 Menschen leben.

## Söhne und Töchter der Stadt
- Michael D. Schroeder (* 1945), Informatiker
- Lars T. Lih (* 1947), kanadischer Historiker und Musikhistoriker US-amerikanischer Herkunft
- Orson Scott Card (* 1951), Schriftsteller
- Lawrence Fritts (* 1952), Komponist und Musikpädagoge
- Mary Ann Horton (* 1955), Internetpionierin und Transsexuelle
- Royce Buckingham (* 1966), Autor
- Nate Mendel (* 1968), Rockmusiker
- Hope Solo (* 1981), Fußballtorhüterin
- John Lesko (* 1988), Fußballspieler